# Смърт във вода
„Смърт във вода“ (на японски: 水死) е роман от 2009 г. на японския автор Кендзабуро Ое. Публикуван е с твърди корици от Kodansha на 15 декември 2009 г. и в меки корици през 2012 г. Английски превод от Дебора Боливър Бьом е публикуван през 2015 г., а през 2019 г. излиза и български превод от Антон Андреев. Романът е петият от поредицата с главен герой Когито Чоко, който може да се счита за литературното алтер его на Ое. Романът е включен в дългия списък за международната награда "Букър" за 2016 г. 

## Сюжет
Действието на романа се развива частично в Токио, но основно се развива в горите на Шикоку и в семейния дом на Когито Чоко, разположен в родното му село. Като дете през Втората световна война Когито гледа как баща му се дави в река. Той се завръща в Шикоку в търсене на червен кожен калъф, който според него съдържа документи, които ще отговорят на мистериите зад живота и смъртта на баща му. Той планира да използва тези документи, за да формира основата на новия си роман, който ще бъде последната му работа.
Както в повечето си романи, и в многопластовия „Смърт във вода” Нобеловият лауреат Ое включва биографични елементи и увлича читателя в загадките и очарованието на японската душа. В творчеството си Ое разглежда социално-политически каузи, екзистенциални и философски теми. 